# Бекмурзаев, Кадыр
Кады́р Бекмурза́ев (кирг. Кадыр Бекмурзаев; 1913 год, село Татты-Булак — 2001 год) — председатель колхоза «Маданьят» Куршабского района Ошской области, Киргизская ССР. Герой Социалистического Труда (1948).

## Биография
Родился в 1913 году в крестьянской семье в селе Татты-Булак (ныне — Узгенский район).
В 1928 году вступил в один из колхозов Куршабского района. В 1940 году вступил в ВКП(б). В 1944 году избран председателем колхоза «Маданьят» Куршабского района.
Вывел колхоз в число передовых сельскохозяйственных предприятий Куршабского района. В 1947 году провёл мелиоративные работы на 1700 гектарах пахотной земли, в результате чего в этом году колхоз сдал государству в среднем по 18 центнеров зерновых с каждого гектара. Указом Президиума Верховного Совета СССР от 26 марта 1948 года «за получение высоких урожаев пшеницы, хлопка, сахарной свёклы в 1947 году» удостоен звания Героя Социалистического Труда с вручением Ордена Ленина и золотой медали Серп и Молот.
Скончался в 2001 году.